# Scuola del Santo

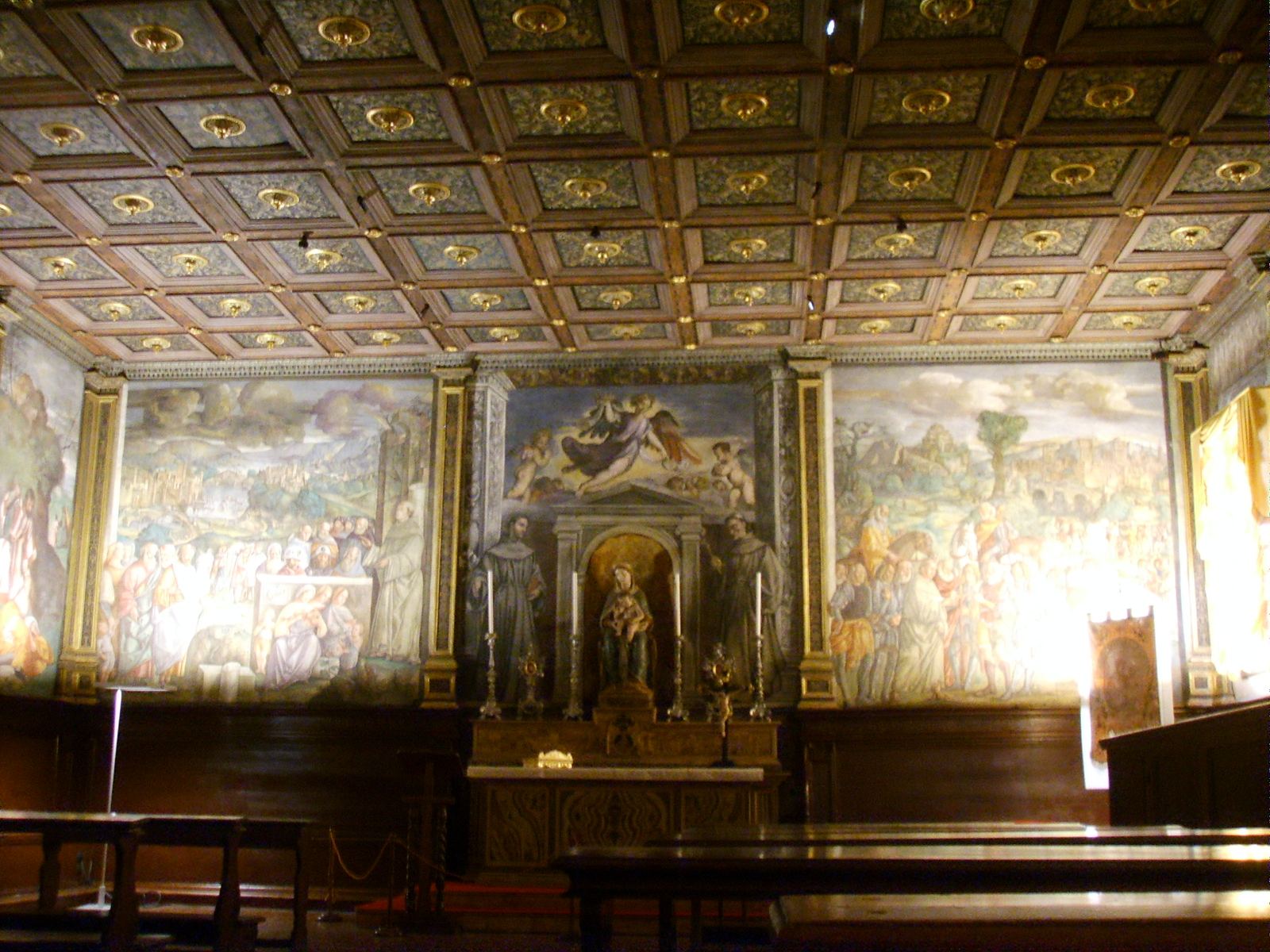
Interno della Scuola del Santo: la sala delle adunanze.

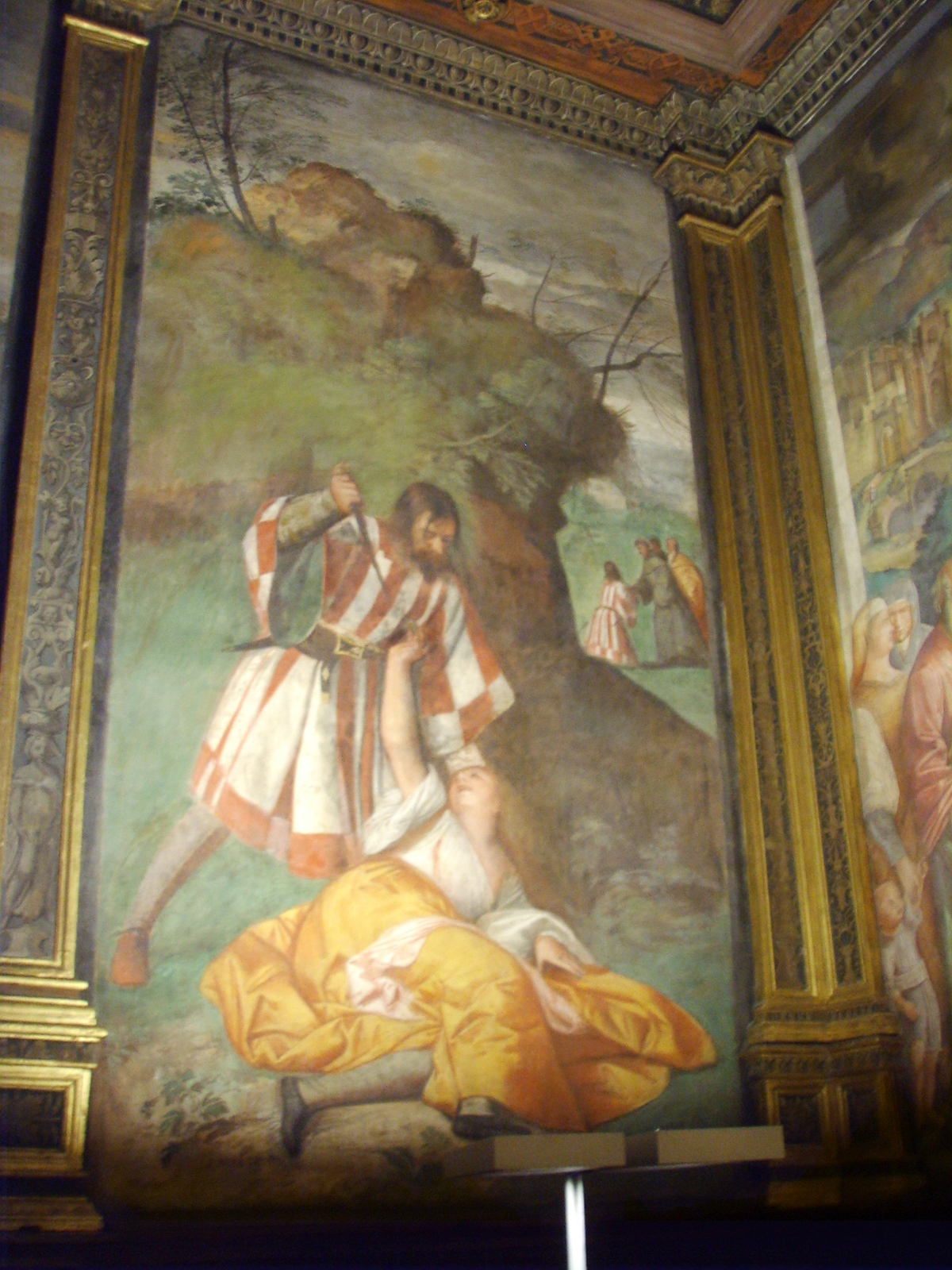
Tiziano Vecellio, Marito geloso che pugnala la moglie.

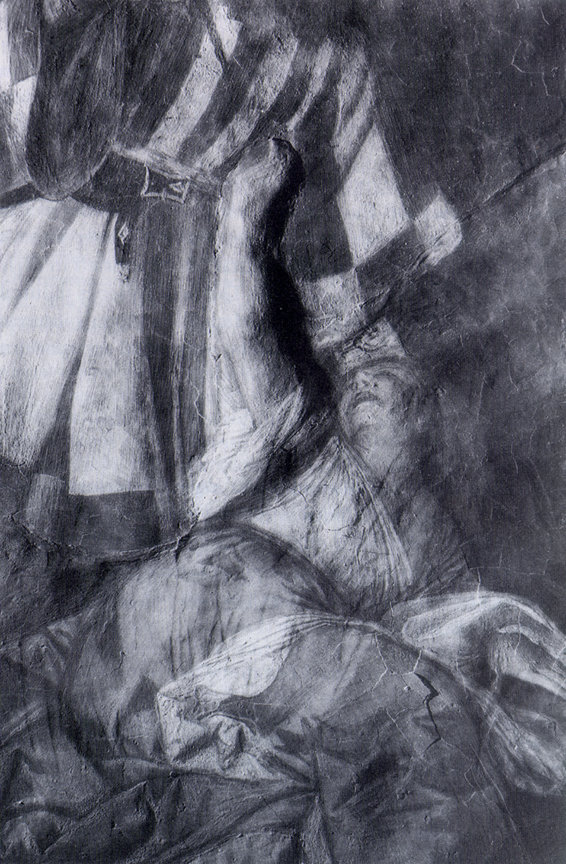
Tiziano, Marito geloso, 1511: dettaglio tridimensionale in luce radente, fotografato da Ana e Sergio Rossetti Morosini 1992, Padova

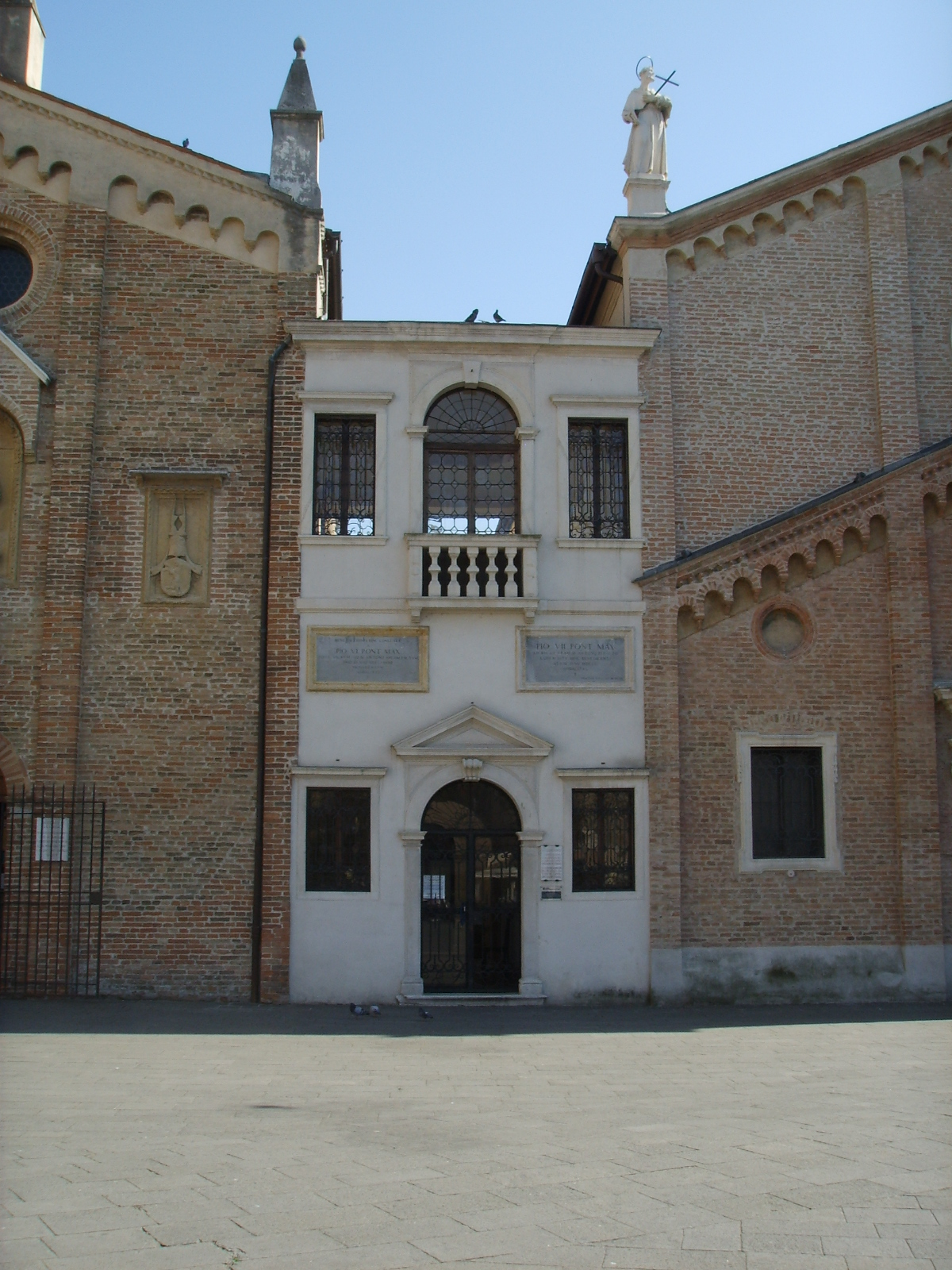
La facciata

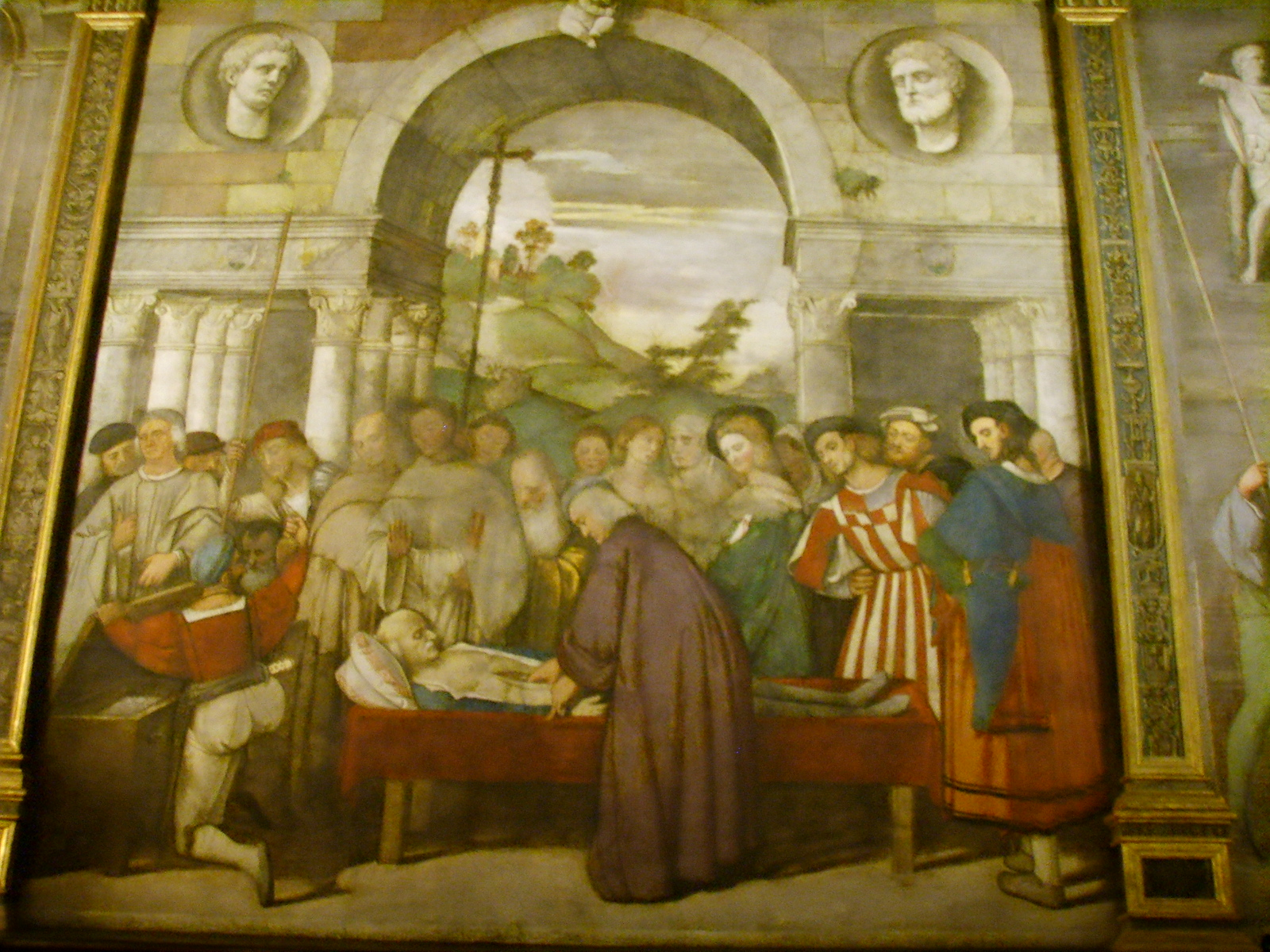
Francesco Vecellio (attribuzione), Sant'Antonio fa trovare il cuore dell'usuraio nel forziere.

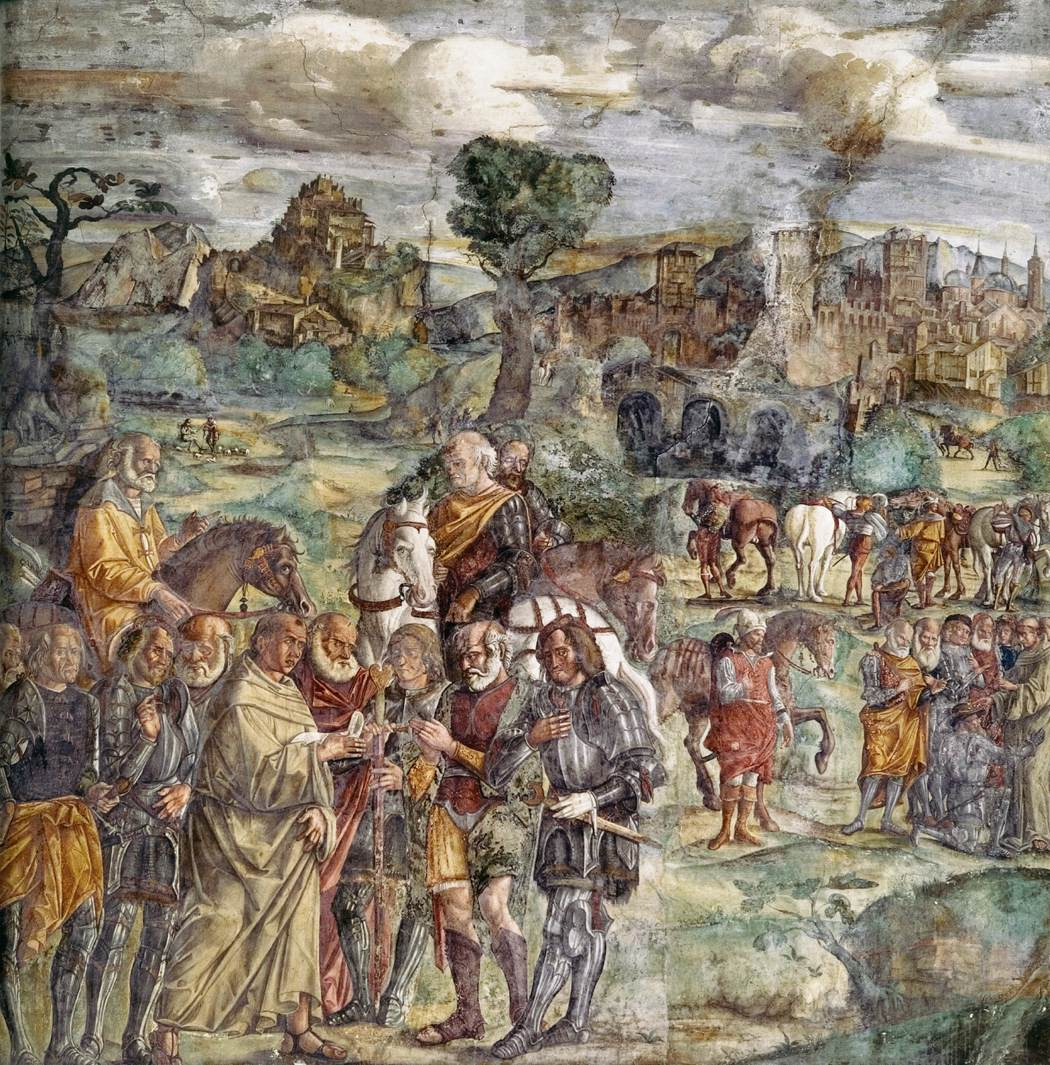
Giovanni Antonio Requesta detto il Corona, Sant'Antonio affronta il tiranno Ezzelino a Verona, Sala Capitolare, Scuola del Santo, Padova

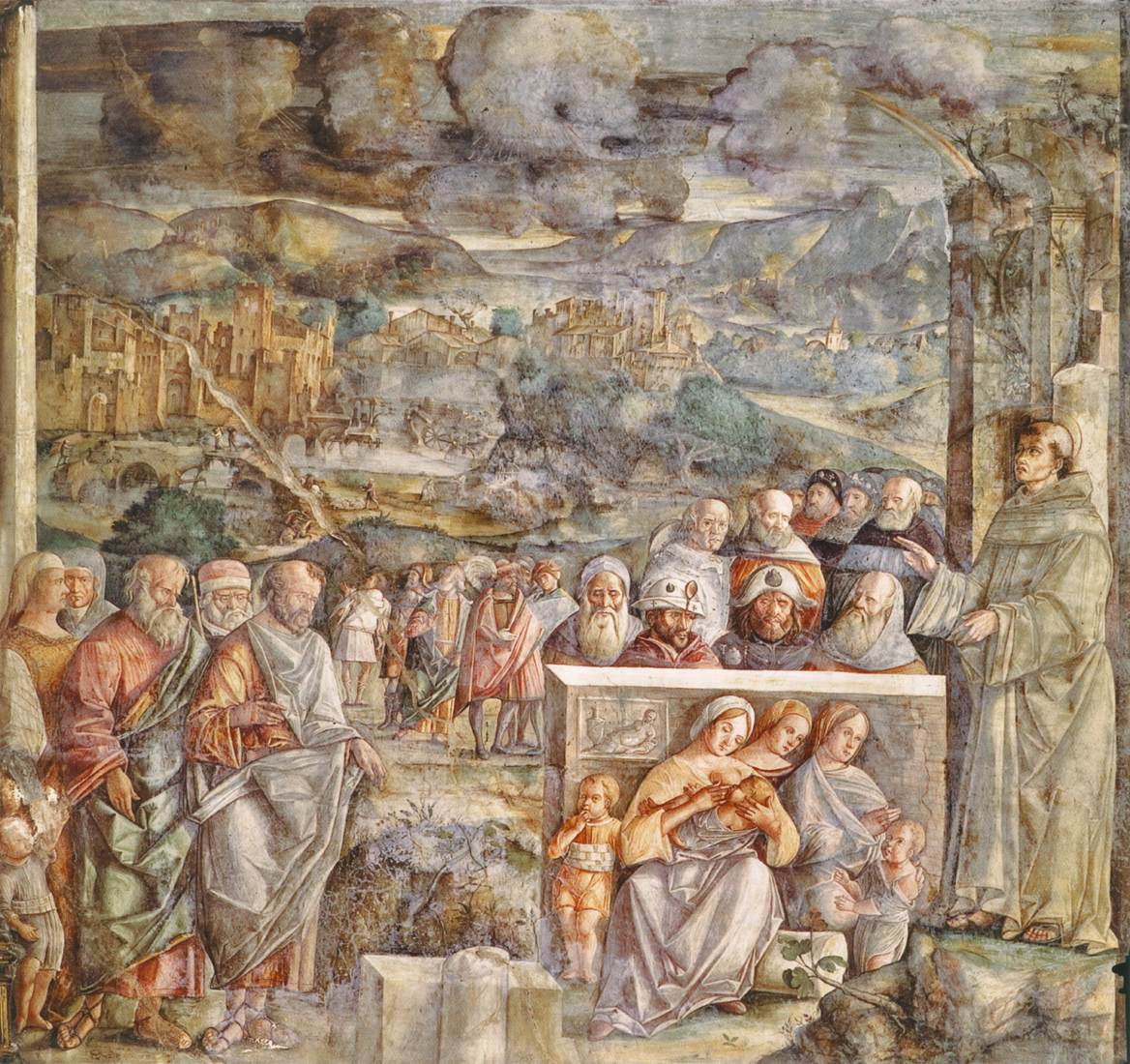
Giovanni Antonio Requesta detto il Corona, Sant'Antonio giunge a Padova, dove riporta la pace tra i cittadini con la forza e la soavità della sua predicazione, Sala Capitolare, Scuola del Santo, Padova

La Scuola del Santo o Scoletta, sede storica dell'Arciconfraternita di sant'Antonio da Padova, aggetta sul sagrato della Basilica di Sant'Antonio a Padova, proprio di fianco all'oratorio di San Giorgio.
La Scoletta, eretta dalla Confraternita nel 1427, venne sopraelevata nel 1504 con la Sala Priorale decorata da un ciclo di quindici affreschi e tre tele, al quale tra il 1510 ed il 1511 lavorò anche il giovane Tiziano Vecellio.
Nel 1510, a Tiziano vennero affidati tre episodi dei Miracoli di sant'Antonio da Padova, il Miracolo del neonato, il Miracolo del piede risanato e il Miracolo del marito geloso. I tre grandi affreschi eseguiti dal giovane artista da aprile a dicembre 1511, nella sala principale della Scuola del Santo, rappresentano il primo vero grande lavoro autonomo di Tiziano.
Sorprendentemente, un attento esame della descrizione pittorica dell'affresco il Miracolo del marito geloso rivela un passaggio in cui il giovane Tiziano ha descritto il volume del braccio alzato della moglie, nel centro dell'azione, da scolpire in rilievo reale, piuttosto che descriverlo illusionisticamente, chiaramente visibile in una fotografia scattata in luce radente.

## Storia
L'Arciconfraternita di sant'Antonio sorse pochi anni dopo la morte del Santo ed acquisì ben presto una viva floridezza; nel corso del Duecento i confratelli era soliti usare la Sala del Capitolo per le loro adunanze, per poi passare alla Cappella della Madonna Mora. Nel corso del Quattrocento presero la decisione di erigere una nuova costruzione ai margini del sagrato della basilica.
Così come si presenta oggi, la Scuola è formata da due ambienti sovrapposti: quello a pianterreno, edificato tra il 1437 ed il 1431, era la chiesa; quello superiore, edificato nel 1504, aveva la funzione di sala per le adunanze.
Nel 1736 l'architetto Giovanni Gloria costruì il piccolo corpo di fabbrica che unisce la Scuola all'oratorio di San Giorgio, con l'elegante scalone d'accesso alla sala delle adunanze.

## Chiesa
Nella chiesa, a sinistra dell'entrata, è presente la Stele marmorea di Gasparo Gozzi, morto nel 1786 e qui sepolto; l'opera è un lavoro neoclassico di Giuseppe Petrelli, eseguito nel 1834.
Lo scalone realizzato dall'architetto Giovanni Gloria mette in comunicazione la chiesa del piano inferiore con la sala al piano superiore. Sul pianerottolo è presente un dipinto a tempera su legno di autore ignoto, risalente al XV secolo, che raffigura Sant'Antonio sul noce intento a scrivere; il dipinto è assai deteriorato a causa delle incurie dei secoli.
Dalla loggia che si affaccia sulla Piazza del Santo si affacciarono i papi in visita a Padova per benedire la folla radunata; come tramandano due lapidi apposte, questo avvenne nel 1782 con papa Pio VI e nel 1800 con papa Pio VII. In tempi più recenti lo fece nel 1982 anche papa Giovanni Paolo II.

## La sala priorale
La spaziosa sala ha un soffitto a cassettoni intagliato da Giovanni Cavalieri e dipinto da Domenico Bottazzo, tra il 1506 e il 1510, contemporaneamente alla realizzazione del dossale ligneo, degli armadi e dei cassettoni ad opera di Girolamo da Piacenza.
Le scene pittoriche delle pareti sono suddivise in quadri da parastine in legno dorato e dipinto.

## Elenco delle opere
Dalla parete nord, in senso antiorario
1. Tiziano Vecellio, Sant'Antonio fa parlare un neonato perché attesti l'onestà della madre (1511)
2. Francesco Vecellio (attribuzione), Sant'Antonio fa trovare il cuore dell'usuraio nel forziere (1512)
3. Gerolamo Tessari (attribuzione), La mula si prostra davanti al santissimo Sacramento (1515)
4. Filippo da Verona, Sant'Antonio appare al beato Luca Belludi, predicendogli l'immediata liberazione di Padova dal dominio di Ezzelino
5. Gerolamo Tessari, Transito di Sant'Antonio (1513)
6. Bartolomeo Montagna, Ricognizione canonica delle spoglie di Sant'Antonio (1512)
7. Gerolamo Tessari, Miracolo del bicchiere di vetro
8. Giovanni Antonio Requesta detto il Corona, Sant'Antonio affronta il tiranno Ezzelino a Verona (1510-1511)
9. Domenico Campagnola, Sant'Antonio e San Francesco (1533). Sull'altare una Madonna col Bambino in terracotta policroma del Briosco
10. Giovanni Antonio Requesta detto il Corona, Sant'Antonio giunge a Padova, dove riporta la pace tra i cittadini con la forza e la soavità della sua predicazione
11. Tiziano Vecellio, Miracolo del marito geloso (a destra si vede sullo sfondo l'uomo pentito che si inginocchia ai piedi del santo) (1511)
12. Tiziano Vecellio, Sant'Antonio riattacca il piede a un giovane (1511)
13. Gerolamo Tessari (attribuzione), Sant'Antonio resuscita un bambino caduto nella pentola dell'acqua bollente (1524, dipinto diviso in due parti dalla finestra)
14. Bartolomeo Montagna (attribuzione), Risurrezione di un giovane assassinato perché attesti l'innocenza del padre del Santo (XVI secolo)
15. Antonio Buttafuoco, Sant'Antonio morente (1775)
16. Domenico Campagnola (attribuzione), Risurrezione di una ragazza annegata (XVI secolo)
17. Giovan Maria Frangipane (attribuzione), Sant'Antonio resuscita un bambino affogato (1511)
18. Francesco Vecellio, fratello di Tiziano (attribuzione), Il guardiano della confraternita, Nicola da Stra, distribuisce il pane benedetto